# デンツビル (サウスカロライナ州)
デンツビル（英: Dentsville) は、アメリカ合衆国サウスカロライナ州中央部のリッチランド郡に位置する国勢調査指定地域 (CDP) である。2010年の国勢調査での人口は14,062 人だった。州都かつ郡庁所在地でもあるコロンビア市の大都市圏に属している。リッチランド郡で最大の都市はコロンビア市であり、デンツビルは人口ではコロンビア市に次いで第2位の地域になっている。

## 地域
デンツビルは北緯34度4分31秒 西経80度57分19秒 / 北緯34.07528度 西経80.95528度 (34.075403, -80.955207)に位置している。
アメリカ合衆国国勢調査局に拠れば、CDPの全面積は6.9平方マイル (17.9 km2)であり、このうち陸地6.8平方マイル (17.5 km2)、水域は0.12平方マイル (0.3 km2)で水域率は1.93%である。

## 人口動態
リッチランド郡は白人と黒人の人口構成比が拮抗している郡であり、その中でもデンツビルは白人の構成比が小さいことが特徴である。
以下は2000年の国勢調査による人口統計データである。
| 基礎データ - 人口: 13,009 人 - 世帯数: 5,376 世帯 - 家族数: 3,290 家族 - 人口密度: 712.5人/km2（1,844.8 人/mi2） - 住居数: 5,797 軒 - 住居密度: 317.5軒/km2（822.1 軒/mi2） 人種別人口構成 - 白人: 36.05% - アフリカン・アメリカン: 58.28% - ネイティブ・アメリカン: 0.21% - アジア人: 2.54% - 太平洋諸島系: 0.05% - その他の人種: 1.30% - 混血: 1.58% - ヒスパニック・ラテン系: 2.90% | 年齢別人口構成 - 18歳未満: 21.6% - 18-24歳: 9.5% - 25-44歳: 34.6% - 45-64歳: 22.2% - 65歳以上: 12.1% - 年齢の中央値: 35歳 - 性比（女性100人あたり男性の人口） - 総人口: 80.7 - 18歳以上: 74.8 世帯と家族（対世帯数） - 18歳未満の子供がいる: 26.9% - 結婚・同居している夫婦: 38.1% - 未婚・離婚・死別女性が世帯主: 18.7% - 非家族世帯: 38.8% - 単身世帯: 32.2% - 65歳以上の老人1人暮らし: 6.4% - 平均構成人数 - 世帯: 2.30人 - 家族: 2.91人 | 収入と家計 - 収入の中央値 - 世帯: 38,721米ドル - 家族: 46,996米ドル - 性別 - 男性: 32,015米ドル - 女性: 23,726米ドル - 人口1人あたり収入: 19,916米ドル - 貧困線以下 - 対人口: 8.6% - 対家族数: 7.1% - 18歳未満: 9.9% - 65歳以上: 5.9% |